# バトルグラウンド (ワシントン州)
バトルグラウンド（Battle Ground）は、アメリカ合衆国ワシントン州クラーク郡の都市である。人口は2万0743人（2020年）。

## 歴史
バトルグラウンド (直訳すると「戦いの地」) という独特な名前は、皮肉なことに、戦いに参加しなかったことに由来している。
1855年、近くにあるバンクーバー基地の兵士たちは、ヤキマに住むインディアンと戦争をしていた(ヤキマ戦争)。神経質になった移住者は、人手不足になった基地を守るためにボランティア団体を組織した。ルイス川流域に住む友好的なクリッキタト族が蜂起に参加することを恐れたボランティアの人々は、バンクーバー基地近くの駐屯所へ移り住むよう命じた。
クリッキタト族の一部が逃げ出した時、ウィリアム・ストロング大尉 (Captain William Strong) はボランティアの人々を主導して、クリッキタト族が駐屯所へ戻るよう説得に赴いた。現在のバトルグラウンド近郊でストロング大尉はクリッキタト族に追いつき、戦いによって拘束するのではなく、合意のもと平和的に基地へと戻ってくるよう話し合った。どういうわけかこの時、クリッキタト族のUmtuch族長 (Chief Umtuch) が殺害された。死因は不明であり、兵士によって殺されたという説と、一族の誤射により死亡したという説がある。いずれにせよ、クリッキタト族は数日間の埋葬の儀式の後に基地へと戻ることを約束した。
移住者たちは戦いを望んでおり、ストロング大尉が手ぶらで戻ってきた時に、移住者たちはストロング大尉を臆病者だと非難した。約束通り、クリッキタト族は基地へ戻ってきたが、ストロング大尉への非難は止むことがなく、基地の女性が彼の功績を称えて様々な色のペティコート (女性服) を贈与するなど、彼を嘲笑した。後に、このクリッキタト族と出会った地が「ストロング大尉の戦いの地」と呼ばれるようになり、やがて「戦いの地」(Battle Ground) と略された。
1951年6月18日、正式に法人化され、市制が執行された。

## 地理
北緯45度46分50秒、西経112度32分22秒 (45.780595, -122.539408)に位置している。
アメリカ合衆国統計局によると、総面積9.4 km2 (3.6 mi2) である。このすべてが陸地である。
- 山:
- 河川:
- その他:

## 人口
2000年国勢調査では、人口9,296人、3,071世帯、2,346家族が暮らしている。人口密度は986.0/km2 (2,552.6/mi2) である。339.0/km2 (877.6/mi2) の平均的な密度に3,196軒の住宅が建っている。この都市の人種的な構成は白人93.81%、アフリカン・アメリカン0.49%、ネイティブ・アメリカン0.86%、アジア0.72%、太平洋諸島系0.11%、その他の人種1.72%、混血2.28%である。この人口の4.14%はヒスパニックまたはラテン系である。ドイツ系15.4%、アメリカ系11.5%、イングランド系9.4%、アイルランド系7.2%、フィンランド系6.1%、ノルウェー系5.8%である。第一言語は英語94.0%、スペイン語3.9%、ロシア語1.6%である。
全世帯のうち、18歳未満の子供と同居している世帯が50.4%、夫婦のみの世帯が58.9%、未婚女性の世帯が12.0%であり、23.6%は家族を持たない。個人名義の世帯主が18.2%、そのうち65歳以上が7.7%である。世帯ごとの平均人数は2.99人、家族ごとの平均人数は3.43人である。
18歳未満の未成年が36.2%、18歳以上24歳以下が10.0%、25歳以上44歳以下が32.9%、45歳以上64歳以下が13.5%、65歳以上が7.3%、平均年齢は27歳である。女性100人に対して男性は95.8人である。18歳以上の女性100人に対して男性は90.5人である。
この都市の世帯ごとの平均的な収入は45,070 USドルであり、家族ごとの平均的な収入は49,876 USドルである。男性は41,133 USドルに対して女性は25,215 USドルの平均的な収入がある。この都市の一人当たりの収入 (per capita income) は17,139 USドルである。人口の7.3%及び家族の9.3%は貧困線以下である。全人口のうち18歳未満の11.1%及び65歳以上の8.4%は貧困線以下の生活を送っている。

## 教育
バトルグラウンド学校区 (Battle Ground School District)があり、学校が集中している。

## 交通
- 鉄道:
  - Delta_Park/Vanport MAX Light Rail: : ヤコル (Yacolt)、バンクーバー・モール (Vancouver Mall) 行き
- バス:
  - C-TRAN: バンクーバー行き
- 高速道路: 
  - 州間高速道路5号線
  - 州間高速道路205号線

## 関係者
- Bethany Joy Galeotti: 女優、歌手。ドラマOne Tree Hillに出演。バトルグラウンド在住。
- Michael Galeotti : Enationのドラマ―。バトルグラウンド在住。
- リッチー・セクソン: 元MLB選手。バトルグラウンド在住。
- Rob Hotchkiss: Trainのメンバーとしてグラミー賞を受賞。